# Любовь и наказание
Любовь и наказание (тур. Aşk ve Ceza) — турецкий драматический сериал, выходящий с 5 января 2010 по 27 июня 2011 года на канале ATV.

## Сюжет
Молодая женщина теряет веру в любовь и преданность после того, как за несколько дней до свадьбы застает своего жениха в постели с другой женщиной. Жажда мести не дает ей покоя и «приводит» к случайной связи с незнакомым мужчиной из бара. Они вместе проводят ночь, в результате у обоих просыпается два противоречивых чувства: любовь и ненависть.
Как оказалось, незнакомец из бара - член уважаемой и богатой семьи - ищет таинственную владелицу кулона, который остался у него как память о той прекрасной ночи. Он принимает активное участие в семейном бизнесе, но после того как обнаруживает, что деньги были заработаны незаконным способом, герой решает привести весь бизнес в законное русло - модернизовать компанию путём инновационных реформ. А также, в это время, подчиняясь семейным традициям, он вынужден жениться на невесте своего покойного брата.
Пути двух героев сериала пересекаются ещё раз, когда они сталкиваются с запутанной борьбой, не показанными тайнами и сложным выбором, который должны сделать.
В то время, как семейные споры, обязательства и амбиции вмешиваются в судьбу героев, появляется важный вопрос... Перевесят ли традиции поколений внезапно вспыхнувшую любовь молодых людей?

## В ролях
- Мурат Йылдырым — Саваш Балдар
- Нургюль Ешилчай — Ясмин Юстун
- Томрис Инджер — Шахнур Балдар
- Фериде Четин — Чичек Балдар
- Гёкче Янардаг — Наззан Балдар
- Халил Ибрагим Арас — Мустафа Балдар
- Керем Атабейолу — Абдулкадир Пала
- Эркан Бекташ — Явуз Моран
- Эмрах Эльчибога — Эшреф
- Джанер Куртаран — Мехмет
- Халил Кумова — Ахмет Моран
- Зейнеп Бешерлер — Надия
- Назан Кесал — Севги
- Шеннур Нагайлар — Лейла Юстюн
- Аху Ягту — Пелин
- Озлем Джонкер — Джейда
- Сенк Эртан — Бора
- Синан Тузджу — Хакан
- Октай Гурсой — Джем
- Эдже Хаким — Ляра